# Polti
La Polti S.p.A. è un'azienda italiana produttrice di piccoli elettrodomestici.

## Storia
Viene fondata nel 1978 a Olgiate Comasco (CO) da Franco Polti, un rappresentante di ferri da stiro professionali, come piccola impresa artigianale con lo scopo di produrre la Vaporella, il primo ferro da stiro a vapore con caldaia per uso domestico, che il signor Polti ha ideato a seguito di una conversazione con un cliente; tuttavia l'idea non viene brevettata e ben presto altri produttori del settore mettono in vendita prodotti analoghi.
Nel 1983 Franco Polti, che ha al proprio fianco la moglie Teresa Napoli, produce e immette sul mercato il Vaporetto, il primo "eco-domestico" che permette di pulire ogni singola parte della casa con il corredo offerto in dotazione. Con Vaporetto si pulisce anche con la forza del vapore, che arriva a una temperatura di 120°.
L'azienda lombarda, avendo assunto una rilevanza internazionale, nel 1993 inaugura in Brasile lo stabilimento di Araras, dedicato alla produzione di apparecchi destinati ai mercati sudamericani. Successivamente, nel 1994, la sede e lo stabilimento dell'azienda in Italia vengono spostati a Bulgarograsso, che è la sede del Gruppo. In quello stesso anno la società avvia la produzione delle macchine da caffè.
Lo stabilimento brasiliano verrà chiuso qualche anno dopo; nel 1997 è aperto uno stabilimento in Calabria e viene costituita la Polti Sud S.r.l. a Piano Lago, frazione di Figline Vegliaturo, in provincia di Cosenza, con circa 200 dipendenti.
Nel 1999 Polti lancia Lecologico, il primo aspirapolvere con filtro ad acqua che non usa sacchetti di carta e che, grazie a un sofisticato sistema di filtraggio a più stadi e al filtro Hepa, trattiene tutto ciò che aspira e restituisce all'ambiente aria purificata.
Nel 2005 si costituisce la società AromaPolti S.r.l., che si occupa del confezionamento del caffè in capsule e della sua distribuzione nei mercati. Nel 2006 viene avviata la produzione di detergenti ecologici e di apparecchi professionali per la pulizia con la creazione della Polti Medical Division S.r.l.. Nello stesso anno Polti decide di chiudere lo stabilimento calabrese e di mettere in esubero i 180 dipeendenti, per spostare la produzione in Cina.
Nel 2009 Polti acquisisce a Toluca, in Messico, il controllo di un produttore di elettrodomestici, Acuina SA. Proprio quell'anno, con l'azienda che si ritrova economicamente in affanno, Franco Polti lascia la guida della società a un esponente della seconda generazione, la figlia Francesca. L'anno più duro è il 2012: Francesca Polti, laureata alla Bocconi, sfrutta le opportunità offerte dal governo Monti ottenendo dal tribunale di Como l'ammissione alla procedura di concordato in continuità aziendale,; vara un piano di rientro che le permette di ristrutturare il debito; chiude gli uffici in Messico; lancia Unico, aspirapolvere di ultima generazione, e Moppy, lavapavimenti a vapore senza cavo,; mantiene l'occupazione dei 230 dipendenti.
Nel 2014, dopo 34 anni, lo storico logo del pollice che emana vapore è sostituito da una visione dall'alto del tappo di sicurezza. Nel 2018, in occasione dei quarant'anni dell'azienda, viene lanciata una nuova versione della Vaporella.

## Il Gruppo Polti
Polti è attualmente il primo produttore europeo di piccoli elettrodomestici, in particolare di quelli a vapore, annualmente vende circa 1,6 milioni di pezzi in oltre 30 paesi, e le esportazioni all'estero rappresentano la metà degli affari dell'azienda comasca. Nel 2017 il 45% del fatturato è realizzato in Italia, il 20% ciascuno in Spagna e Francia, il 15% nel resto del mondo.
A inizio 2010 Polti ha deciso di riportare in Italia le principali attività produttive svolte in Cina (macchina da caffè e apparecchi di fascia media e medio alta) per ragioni di costi e di qualità dei prodotti

## Sponsorizzazioni
L'azienda è stata presente nel ciclismo con la Lampre-Polti nel 1993, il Team Polti dal 1994 al 2000 e la Polti-Kometa dal 2024. Dal 1995 al 1999 la società ha sponsorizzato la Pallacanestro Cantù e nella stagione 1998-1999 il Como Calcio. Nel 2024 diventa sponsor della maglia rosa del Giro d'Italia Woman organizzato da RCS Sport.